# Melastomastrum porteresii
Melastomastrum porteresii is een plantensoort uit de familie Melastomataceae. Het is een struikachtige harige plant die houtachtig is aan de basis. De plant kan 40 centimeter hoog worden. De soort staat op de Rode Lijst van de IUCN geklasseerd als 'bedreigd'.
De soort komt voor in Guinee. Hij groeit daar op Mont Nimba. De plant groeit op rotsachtige ontsluitingen en in spleten in submontane graslanden, op hoogtes tussen 1200 m en 1750 meter. Hij geeft de voorkeur aan schaduwrijke plekken.

## Synoniemen
- Osbeckia porteresii Jacq.-Fél.